# Corsin Casutt
Corsin Casutt (* 1. Dezember 1984 in Chur) ist ein ehemaliger Schweizer Eishockeyspieler, der im April 2022 seine Eishockeykarriere bei den GCK Lions in der Swiss League beendete. Seit 2020 arbeitet er als Immobilienvermittler.

## Karriere
Corsin Casutt begann seine Karriere als Eishockeyspieler in seiner Heimatstadt in der Nachwuchsabteilung des EHC Chur, für dessen Profimannschaft er in der Saison 2001/02 sein Debüt in der Nationalliga A gab. In seinem Rookiejahr blieb er in fünf Spielen punktlos und erhielt zwei Strafminuten. Zur Saison 2002/03 wechselte der Flügelspieler innerhalb der NLA zum EV Zug, wobei er in seinem ersten Jahr parallel für den SC Langenthal in der Nationalliga B zum Einsatz kam. In den folgenden sechs Spielzeiten konnte er sich als Stammspieler beim EV Zug in der NLA durchsetzen und steigerte seine Punktausbeute dabei auf 26 Scorerpunkte in der Hauptrunde 2008/09. Die Saison 2009/10 verbrachte der Linksschütze beim NLA-Rivalen Fribourg-Gottéron, ehe er zum EV Zug zurückkehrte und dort stets zu den besten Schweizer Scorern gehörte.
Ab der Saison 2014/15 stand Casutt bei den Kloten Flyers unter Vertrag.
Anfang April 2016 wurde bekannt, dass Casutt zwischen 2016 und 2018 beim SC Rapperswil-Jona Lakers unter Vertrag stehen wird. Letztlich blieb er bis 2020 bei den Lakers, ehe er zu den GCK Lions in die Swiss League wechselte.

## Karrierestatistik

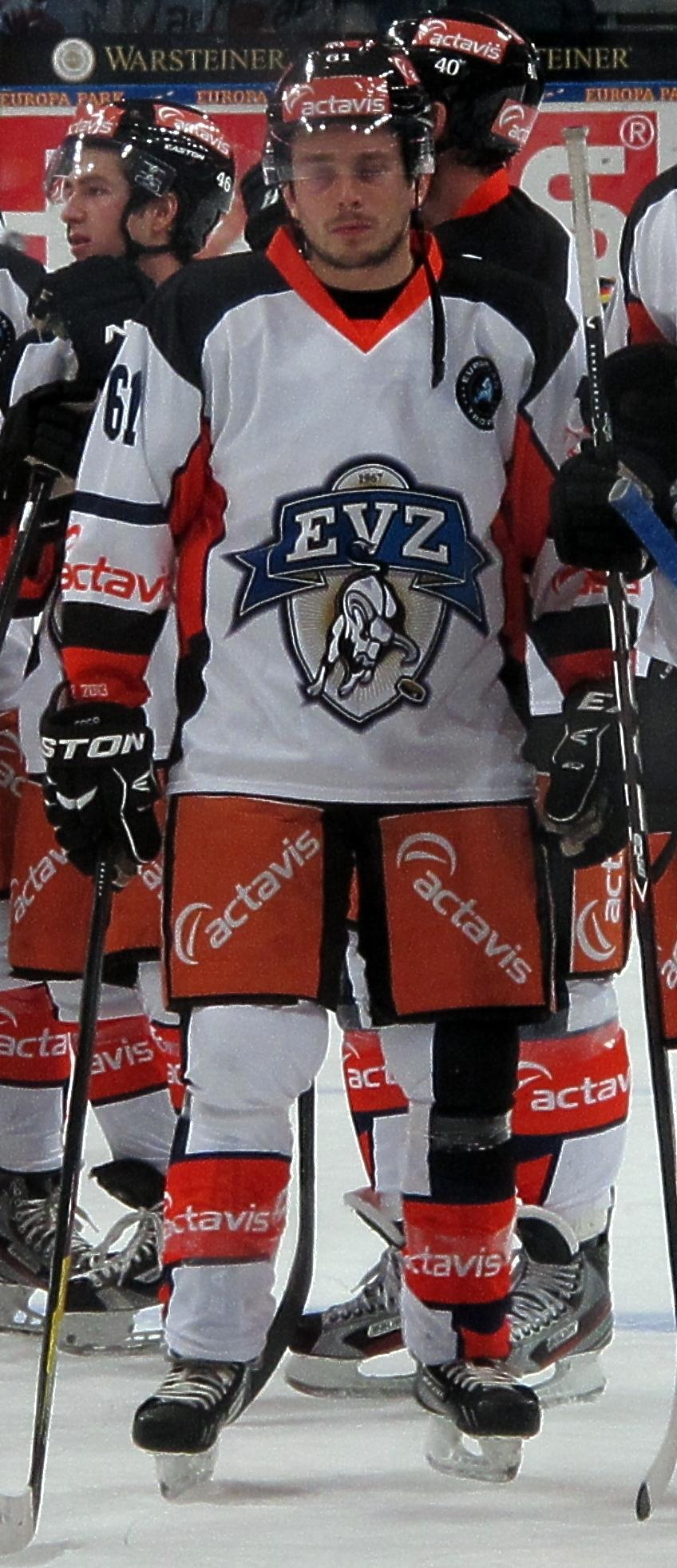
Corsin Casutt im Trikot des EV Zug

(Legende zur Spielerstatistik: Sp oder GP = absolvierte Spiele; T oder G = erzielte Tore; V oder A = erzielte Assists; Pkt oder Pts = erzielte Scorerpunkte; SM oder PIM = erhaltene Strafminuten; +/− = Plus/Minus-Bilanz; PP = erzielte Überzahltore; SH = erzielte Unterzahltore; GW = erzielte Siegtore; 1 Play-downs/Relegation; Kursiv: Statistik nicht vollständig)